# 인간의 얼굴을 한 사회주의
인간의 얼굴을 한 사회주의(Socialism with a human face)는 1968년 알렉산데르 둡체크가 최초로 사용한 용어이다. 좁은 의미이자 원래 의미는 체코슬로바키아의 개혁파 공산당원들이 주장한 여론에 기반을 두며, 민주적, 인간적인, 자유적인 사회주의를 말하며, 넓은 의미로는 권위주의적인 소련식 사회주의와는 이질적으로 반대되는 인간의 얼굴을 한 사회주의를 의미한다. 단순히 둡체크의 사상을 말하는 경우도 많지만 서유럽 좌파 지식인들은 인간의 얼굴을 한 사회주의를 확대해석하였고 그들이 이상화한 대표적인 공산주의자들은 알렉산데르 둡체크와 요시프 브로즈 티토 그리고 임레 너지가 있다.

## 둡체크의 인간의 얼굴을 한 사회주의
그러나, 보통 인간의 얼굴을 한 사회주의는 알렉산데르 둡체크가 주장한 인간적인 사회주의를 의미한다. 소련의 이오시프 스탈린이 죽고, 중앙 유럽에서는 탈스탈린의 바람이 불었다.
1968년 체코슬로바키아 공산당 내 개방적인 '개혁파'에 속하는 둡체크가 공산당 제1서기가 되었고, 3권 분립, 의회제도의 확립, 직업 선택의 자유, 거주의 자유, 정치 비판의 자유 등, 인간의 얼굴을 한 사회주의를 위한 급진적인 정책을 실시했으나, 소련의 체코슬로바키아 침공으로 와해되었다. 이 영향으로 서유럽 좌파 지식인들은 대개 인간의 얼굴을 한 사회주의로 전향했다.

## 티토주의
서유럽 좌파 지식인들은 티토주의를 "인간의 얼굴을 한 사회주의"라고 호평했다.